# Tabu Esporte Clube
O Tabu Esporte Clube é um clube brasileiro de futebol, da cidade de Clevelândia, no Estado do Paraná. Participa do Liga de Futebol do Sudoeste do Paraná e mando os seus jogos no Estádio Municipal Max Sthalschmidt.

## História
Fundado em 27 de Setembro de 1949, na década de 1970 e 1980, participou do Campeonato Paranaense de Futebol Profissional.
Na década de 1970, o clube fez um amistoso, em Clevelândia, com a Seleção Brasileira de Futebol Masters, perdendo por 1 a 0 do selecionado que contou com os jogadores Djalma Santos e Garrincha, entre outros profissionais que jogaram em clubes do eixo Rio-São Paulo.
Em 1991, sagrou-se campeão do Copa Deputado Onaireves Moura, organizado pela Federação Paranaense de Futebol.

## Títulos
- Copa Deputado Onaireves Moura: 1991.